# Élections législatives malaisiennes de 2013
Les élections législatives malaisiennes de 2013 se sont déroulées le 5 mai 2013,,,,,,,,,,.
Elles sont remportées par le Barisan Nasional (BN), reconduisant au pouvoir une coalition au pouvoir depuis 1957 et son Premier ministre sortant, Najib Razak. Avec le succès des élections de 2008, où le principal parti d'opposition, le Pakatan Rakyat (PR), mené par l’ancien vice-Premier ministre Anwar Ibrahim, avait emporté 45 % des suffrages et un tiers des sièges, l’alternance politique était devenue possible. Mais l’assise du BN dans le pays, son contrôle des médias, son budget, le découpage électoral et enfin un bon bilan économique (la croissance était de 5,16 % en 2012) l’ont emporté une nouvelle fois face à l'opposition, bien que celle-ci ait dénoncé des fraudes, mais a tout de même remporté le suffrage populaire.